# Saint-Benin-d'Azy
Saint-Benin-d'Azy är en kommun i departementet Nièvre i regionen Bourgogne-Franche-Comté i de centrala delarna av Frankrike. Kommunen ligger i kantonen Saint-Benin-d'Azy som tillhör arrondissementet Nevers. År 2022 hade Saint-Benin-d'Azy 1 257 invånare.

## Befolkningsutveckling
Antalet invånare i kommunen Saint-Benin-d'Azy
| Referens: INSEE |